# Fredrik Barth
Fredrik Barth (Lipsia, 22 dicembre 1928 – Oslo, 24 gennaio 2016) è stato un antropologo norvegese di scuola britannica.
Allievo di Edmund Leach, Barth ha condotto le sue ricerche prevalentemente nell'area mediorientale, ma anche in Europa, in Nuova Guinea e a Bali. Egli ha inoltre recepito idee provenienti dalle correnti antropologiche d'oltreoceano. Può essere considerato come uno dei più importanti rinnovatori dell'antropologia contemporanea.

## Opere
- Balinese worlds, Chicago, University of Chicago Press, 1993
- Cosmologies in the making: a generative approach to cultural variation in inner New Guinea, Cambridge, Cambridge University Press, 1987
- Sohar, culture and society in an Omani town, Baltimore: Johns Hopkins University Press, 1983
- Ritual and knowledge among the Baktaman of New Guinea, Oslo: Universitetsforlaget, 1975
- Ethnic groups and boundaries. The social organization of culture difference, Oslo, Universitetsforlaget, 1969
- Models of social organization, London, Royal Anthropological Institute, 1966
- Nomads of South-Persia; the Basseri tribe of the Khamseh Confederacy, Oslo, Universitetsforlaget, 1962
- Political leadership among Swat Pathans, London, The Athlone Press, 1959